# جون كالهون فيليبس
وهو سياسي أمريكي ينتمي إلى الحزب الجمهوري ولد  جون كالهون فيليبس في ولاية الينوي الأمريكية في 13 تشرين الأول - نوفمبر من سنة 1870 كان فيليبس حاكما على ولاية أريزونا الأمريكية ما بين الأعوام 1929 إلى عام 1931 توفي جون كالهون فيليبس بازمة قلبية خلال رحلة صيد في 25 حزيران - يونيو من سنة 1943 في ولاية أريزونا.